# Alarich Weiss
Alarich Weiss (* 21. Februar 1925 in Regenpeilstein, Oberpfalz; † 10. Oktober 1995 in Darmstadt) war ein deutscher Physikochemiker und Hochschullehrer.

## Biografie
Weiss war der Sohn von Michael und Therese Weiss, geb. König. Von seinem elften bis zum (knapp) achtzehnten Lebensjahr war Weiss Internatsschüler des Alten Gymnasiums in Regensburg. Nach einer Mitgliedschaft in der Hitlerjugend meldete er sich zum 17. Februar 1942 freiwillig zur Waffen-SS. Er nahm am Zweiten Weltkrieg bei der 2. SS-Panzer-Division „Das Reich“ teil. Die Mitgliedschaft hat er im Rahmen des Entnazifizierungsverfahrens verschwiegen.
Er war seit 1955 verheiratet mit Elisabeth Kräuter. Sein Bruder war Armin Weiß.

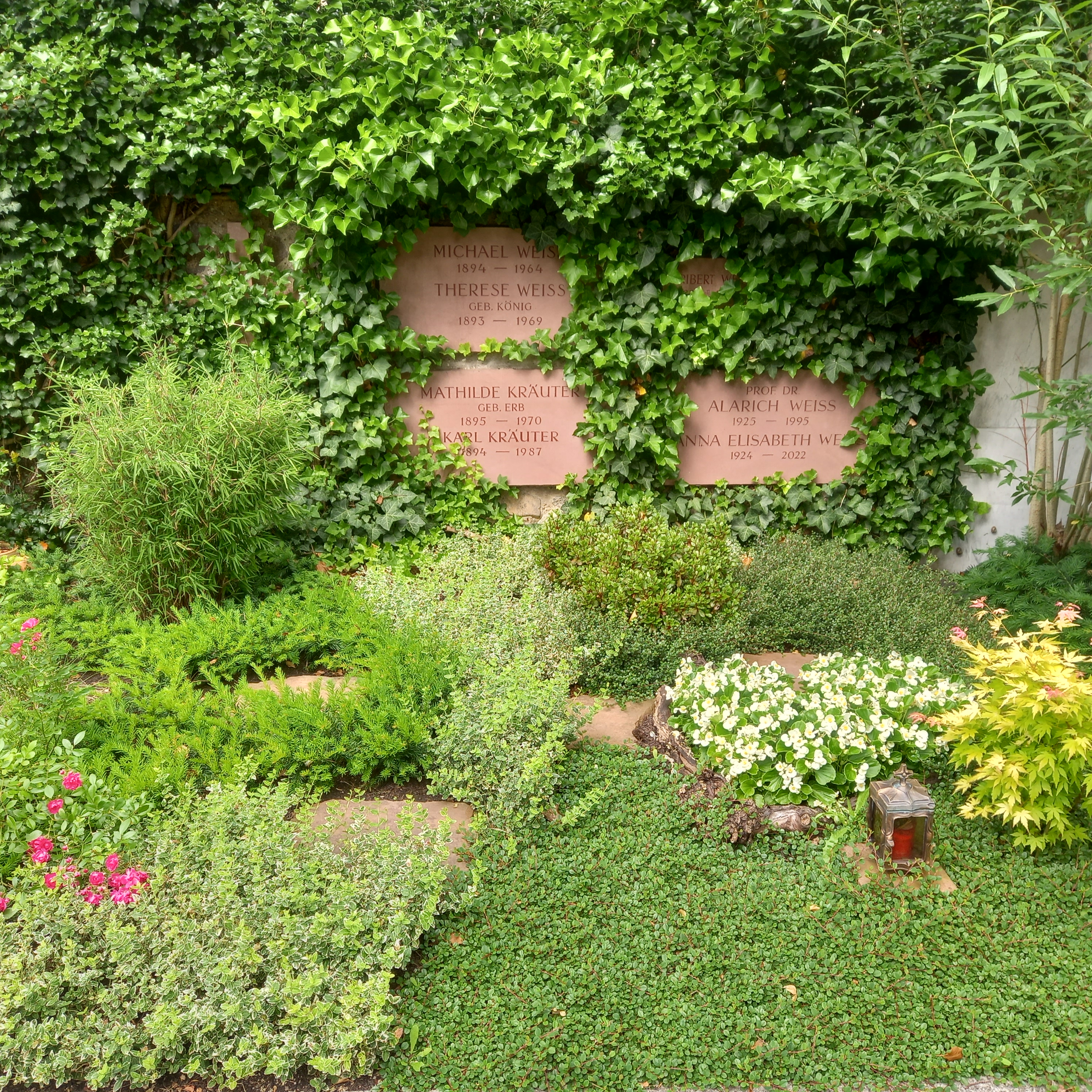
Das Grab von Alarich Weiss und seiner Ehefrau Anna Elisabeth geborene Kräuter auf dem Bessunger Friedhof in Darmstadt

Er studierte Physik von Januar 1946 bis zum Wintersemester 1948/49 an der Universität Erlangen, anschließend an der Universität Mainz und der TH Darmstadt. Er promovierte 1955 mit einer Dissertation über das Thema Röntgenographische Bestimmung der Elektronenverteilung in Kristallen – Die Elektronenverteilung im Calciumfluorid bei Helmut Witte zum Dr. rer. nat. 1956/57 war er Gastforscher (PostDoc) an der Indiana University Bloomington in Indiana, USA und 1957/58 am Carnegie Institute of Technology, Pittsburgh. Seit 1958 war er am Eduard-Zintl-Institut in Darmstadt und wirkte erfolgreich im Bereich der Kernresonanzspektroskopie sowie der Festkörperforschung und der Materialforschung. 1962 habilitierte er sich für das Fach Physikalische Chemie.
Weiss war 1959 bis 1962 Assistenzprofessor und von 1967 bis 1972 Professor auf einem Lehrstuhl für physikalische Chemie der Universität Münster. Er war von 1972 bis 1993 Professor im Fachbereich Chemie der Technischen Hochschule Darmstadt. Gastprofessor war er an den Universitäten in Madras, Genf (1979) und Nagoya (1982).
Weiss war 1987/88 Erster Vorsitzender der Deutschen Bunsen-Gesellschaft für Physikalische Chemie, Frankfurt; von 1979 bis 1991 war er Mitherausgeber der Berichte der Bunsengesellschaft für Physikalische Chemie, An International Journal of Physical Chemistry. Er war Mitglied der Gesellschaft Deutscher Chemiker und der American Physical Society. Der Bundespräsident hat ihn 1982 in den Wissenschaftsrat berufen, dem er bis 1988 angehörte; während der letzten drei Jahre war er zunächst stellvertretender Vorsitzender und dann Vorsitzender der Wissenschaftlichen Kommission des Wissenschaftsrates.
Weiss war mehr als 20 Jahre Mitglied im Auswahlausschuss der Alexander von Humboldt-Stiftung für die Forschungsstipendiaten aus aller Welt. Zahlreiche Humboldt-Stipendiaten waren in seiner Arbeitsgruppe tätig. Zusammen mit seiner Ehefrau hat er die „Alarich und Elisabeth Weiss-Stiftung“ errichtet, die von der Humboldt-Stiftung verwaltet wird.

## Veröffentlichungen (Auswahl)
- Alarich Weiss: Nuclear quadrupole resonance, Fortschritte der chemischen Forschung; 30, ISBN 3-540-05781-1
- Alarich Weiss, Helmut Wittel: Magnetochemie, Verlag Chemie, Weinheim/Bergstraße, 1973, ISBN 3-527-25398-X
- Alarich Weiss et al.: Kristallstruktur und chemische Bindungen, Verlag Chemie, Weinheim/Bergstraße, 1983, ISBN 3-527-25612-1
- Alarich Weiss et al.: Struktur und physikalische Eigenschaften metallorganischer Verbindungen, Westdeutscher Verlag, 1987, ISBN 3-531-08353-8
- Wolfgang Pies, Alarich Weiss: Kristallstrukturdaten Anorganischer Verbindungen (15 Bde.) in Landoldt-Börnstein, Neue Serie, Springer-Verlag, Heidelberg (Die Autoren sammelten über mehr als ein Jahrzehnt Daten über die Struktur anorganischer Verbindungen und publizierten sie in 15 Teilbänden auf mehr als 6.000 Seiten.)
- Weiss publizierte insgesamt mehr als 350 wissenschaftliche Arbeiten.

## Ehrungen
- Der Alarich-Weiss-Preis des Fachbereichs Chemie der TU Darmstadt wurde nach ihm benannt. Studenten stifteten den Preis für exzellente Arbeiten in Physikalischer Chemie an der TU Darmstadt. Er wird jährlich seit 1995 verliehen. Der Preis ist mit maximal 1000 Euro dotiert.[4]
- Im Oktober 2013 wurde ein Straßenzug auf dem Campus Lichtwiese der TU Darmstadt, an dem vorwiegend Einrichtungen des Fachbereichs Chemie liegen, in Alarich-Weiss-Straße umbenannt.[5] Bereits im Februar 2013 hatte die Darmstädter Stadtverordnetenversammlung beschlossen, die Namensgeber von Straßennamen daraufhin überprüfen zu lassen, „ob deren Leben bzw. politische Einstellung sich mit den Werten einer freiheitlich-demokratischen Gesellschaft vereinbaren lässt“, wobei insbesondere ihr Wirken in der NS-Zeit untersucht werden sollte. Von Oberbürgermeister Partsch wurde daraufhin 2015 ein Fachbeirat Straßennamen berufen, der 2018 seinen Abschlussbericht vorlegte.[6][7] Bei 7 Straßen sprach sich der Beirat einstimmig für eine Umbenennung aus; unter diesen war auch die Alarich-Weiss-Straße. Auf eine entsprechende Beschlussvorlage des Magistrats hin, welche der Empfehlung des Beirats folgte, beschloss die Stadtverordnetenversammlung im Juni 2019, u. a. die Alarich-Weiss-Straße neu zu benennen.[8]
- Forschungspreis der Japan Society for the Promotion of Science (1993)